# Federazione cestistica della Birmania
La Federazione cestistica della Birmania è l'ente che controlla e organizza la pallacanestro in Birmania.
La federazione controlla inoltre la nazionale di pallacanestro della Birmania e ha sede a Yangon.
È affiliata alla FIBA dal 1949 e organizza il campionato di pallacanestro del Birmania.